# 히바우두
히바우두 비토르 보르바 페헤이라(브라질 포르투갈어: Rivaldo Vítor Borba Ferreira, 브라질 포르투갈어 발음: [ʁiˈvawdu ˈvi.toʁ ˈbɔʁ.bɐ feˈʁe(j).ɾɐ]; 1972년 4월 19일 ~ )는 히바우두(브라질 포르투갈어: Rivaldo)라는 약칭으로도 알려져 있는 브라질의 은퇴한 축구 선수로, 현역 시절 포지션은 공격형 미드필더, 공격수였다. 앞의 두 포지션들 외에 세컨드 스트라이커, 와이드 미드필더, 윙어 포지션 또한 소화할 수 있었던 히바우두는 정교하게 감아차는 프리킥, 바이시클 킥, 페인팅, 강력한 중거리 슈팅, 높은 득점력과 어시스트 능력을 가지고 있었다. 그는 1999년 발롱도르를 수상했고 FIFA 올해의 선수에 선정되었으며, 2004년 펠레가 선정한 FIFA 100 명단에 포함되었다. 그는 FIFA 월드컵 우승, UEFA 챔피언스리그 우승, 발롱도르를 모두 획득한 전세계의 9명의 축구 선수들 중 한 명이다.
히바우두는 1991년 산타크루스에서 프로 경력을 시작했고, 1996년까지 브라질의 모지미링, 코린치앙스, 파우메이라스에서 뛰었다. 1996년 그는 스페인의 데포르티보 라코루냐로 이적하며 유럽 축구 경력을 시작했고, 1997년 바르셀로나로 이적했다. 바르셀로나에서 그는 1998년과 1999년 라리가, 1998년 코파 델 레이에서 우승했다. 히바우두는 2001년 6월 17일 캄 노우에서 있었던 라리가 2000-01 시즌 발렌시아와의 홈경기에서 해트트릭을 기록하며 바르셀로나가 최종 리그 4등으로 발렌시아를 제치고 2001-02 시즌 UEFA 챔피언스리그에 진출하도록 만들었다. 바르셀로나에서 뛰던 5년 동안 히바우두는 총 130골을 넣었다.
2002년, 히바우두는 AC 밀란으로 이적했고 코파 이탈리아와 UEFA 챔피언스리그에서 우승했다. 그러나 높은 주급으로 인해 2003년 9월 히바우두는 밀란과 계약을 상호해지한 후 밀란을 떠났다. 밀란을 떠난 후 그는 크루제이루, 올림피아코스 등 여러 클럽들에서 뛴 후 2014년 3월 현역 은퇴를 발표했다. 그러나 2015년 6월, 그는 자신이 회장으로 있는 모지미링을 구하기 위해 현역에 복귀했고 자신의 아들 히바우지뉴와 함께 뛴 후 2015년 8월 재은퇴했다.
193년부터 2003년까지 히바우두는 브라질 축구 국가대표팀에서 뛰면서 74경기에 출전해 35골을 넣었고2023년 7월 기준으로 브라질 국가대표팀에서 가장 많은 골을 넣은 7번째 선수이다. 그는 1998년 FIFA 월드컵에서 준우승을 달성했고 1999년 코파 아메리카, 2002년 FIFA 월드컵에서 우승을 달성했다. 2002년 월드컵에서 히바우두는 호나우두, 호나우지뉴와 함께 "3R 트리오"의 일원으로 활약했고 월드컵에서 7경기 5골을 기록하며 1998년 월드컵을 이어 2002년 월드컵의 올스타팀에 선정되었다.

## 클럽 경력
2008년 8월, 우즈베키스탄의 축구 클럽인 부뇨드코르로 이적하여 2년간 뛰었으며, 자국의 상파울루 FC를 거쳐 현재 앙골라의 카부스코르프로 이적하여 한 시즌을 뛴 후, 브라질 세리에B의 상카에타누와 계약했다.
2015년 6월, 이미 은퇴를 한 히바우두는 모지미링의 구단주로서 활동했지만, 팀의 리그 성적때문에 몇 경기는 뛰어서 팀의 승리를 일조하기 위해서 현역 복귀를 선언했다. 그리고 한국시간으로 2015년 7월 15일, 그는 마카에와의 경기에서 현역 복귀 골을 터트렸고 그에 화답하듯 히바우두의 아들인 히바우지뉴의 멀티골로 3-1로 승리했다.

## 국가대표 경력
1993년과 2003년 사이에 브라질 축구 국가대표팀(일명 셀레상)에서 74번의 A매치에 출전해 34골을 넣었고, 그는 2002 FIFA 월드컵에서 브라질이 우승하는 데 큰 영향을 주었다.

## 수상 내역

### 클럽
- 브라질 전국 리그 : 1994
- 파울리스타 주립 리그 : 1996
- 미네이루 주립 리그 : 2004
- 라리가 : 1997–98, 1998–99
- 국왕컵 : 1997-98
- 코파 이탈리아 : 2002-03
- UEFA 챔피언스리그 : 2002-03
- UEFA 슈퍼컵 : 1997, 2003
- 슈퍼 리그 그리스 : 2004–05, 2005–06, 2006–07
- 그리스 컵 : 2004–05, 2005–06
- 우즈벡 리그 : 2008, 2009, 2010
- 우즈벡 컵 : 2008, 2010

### 브라질
- 올림픽 축구 동메달 : 1996
- 코파 아메리카 : 1999
- FIFA 컨페더레이션스컵 : 1997
- FIFA 월드컵 : 우승 (2002), 준우승 (1998)

### 개인
- 발롱도르 : 1999
- 옹즈도르 : 1999
- FIFA 올해의 선수 : 1999
- 월드사커 올해의 선수 : 1999
- UEFA 챔피언스리그 득점왕 : 1999-00
- 라리가 올해의 외국인 선수 : 1997-98
- ESM 올해의 팀 : 1998–99, 1999–00
- 볼라 지 프라타 : 1993, 1994
- 그리스 리그 올해의 외국인 선수 : 2006, 2007
- 우즈벡 리그 득점왕 : 2009
- FIFA 100 : 2004
- FIFA XI : 2002
- 브라질 축구 박물관 명예의 전당[11]

#### 국가대표
- FIFA 월드컵 실버슈 : 2002
- FIFA 월드컵 올스타팀 : 1998, 2002
- 코파 아메리카 MVP : 1999
- 코파 아메리카 득점왕 : 1999
- 코파 아메리카 대회 베스트 : 1999
- 2002년 FIFA 월드컵 MoM[12] : vs. 터키 (조별리그), vs. 벨기에 (16강전), vs. 잉글랜드 (8강전)

#### 발롱도르
- 1997 - 33
- 1998 - 5
- 1999 - 1
- 2000 - 6
- 2001 - 7
- 2002 - 8

#### FIFA 올해의 선수
- 1998 - 6
- 1999 - 1
- 2000 - 3
- 2001 - 5
- 2002 - 5